# 新住用川ダム
新住用川ダム（しんすみようがわダム）は、鹿児島県奄美市、二級河川・住用川水系住用川に建設されたダム。住用ダムともいう。高さ25メートルのアーチ式コンクリートダムで、九州電力の発電用ダムである。同社の水力発電所・新住用川発電所に送水し、最大3,000キロワットの電力を発生する。

## 歴史
住用川は、九州の南に位置する奄美群島の主要島・奄美大島を流れる川である。上流域は大島郡大和村であり、島の最高峰・湯湾岳や小川岳といった山々に囲まれており、東へと流れ奄美市住用町で住用湾（太平洋）に注ぐ。全長16キロメートル、流域面積47平方キロメートルの二級河川である。
1911年（明治44年）、奄美大島において大島電気が開業した。同社は60キロワットの火力発電所を建設して電気の供給を開始したのち、住用川の水資源に着目。これを活用する水力発電所として、住用川第一発電所（120キロワット）を1919年（大正8年）に完成させた。この発電所は1934年（昭和9年）に廃止されてしまうが、これに先立ち1931年（昭和6年）に住用川第二発電所（240キロワット）が完成しており、1935年（昭和10年）には350キロワット、1942年（昭和17年）には480キロワットと、時代を経るごとに増強されていった。その間、日本政府は電気事業の国家管理化を進めており、1939年（昭和14年）に日本発送電が、1942年（昭和17年）には9つの配電会社が設立された。大島電気は1943年（昭和18年）、9配電会社のうちの一つで、九州地方を担当する九州配電に統合された。
戦後、奄美群島は米国民政府の統治下に置かれた。1952年（昭和27年）、奄美地区米国民政府は地元・奄美群島政府知事に対し、九州配電から接収した資産を受け入れる電力会社を新たに設立するよう勧告し、その結果、1953年（昭和28年）に大島電力が設立され、同年奄美群島が本土復帰した。しかし、設備の老朽化により電気の供給がままならず、経営状態は悪化していった。1956年（昭和31年）、鹿児島県は九州電力と協議した結果、大島電力の経営に九州電力が参加することとなり、発電設備の増強および配電系統の強化計画を打ち出した。中でも大規模な建設計画となったのが新住用川発電所である。当時480キロワットにとどまっていた住用川の水力発電を再開発し、5倍の2,500キロワットの電力を発生できるようにするものである。住用川には高さ25メートル、九州では1955年（昭和30年）完成の上椎葉ダムに続く2基目のアーチ式コンクリートダムとして建設されることとなった。計画の実現には相応の資金が必要となったが、九州電力が資金の債務保証を行うことなどを条件に融資を受けることに成功。工事は1958年（昭和33年）に着工し、1959年（昭和34年）11月に発電所が運転を開始した。大島電力は1973年（昭和48年）に九州電力へと合併。九州電力は1993年（平成5年）、新住用川発電所の設備を一新し、最大出力を3,000キロワットにまで増強させている。

## 周辺
三太郎峠の西方に位置し、奄美大島唯一の道の駅・奄美大島住用から国道58号を北上、三太郎トンネル手前で左折し住用川に沿って上流へと進むと新住用川発電所に至る。付近には新住用川発電所でかつて使われていた水車発電機が屋外展示保存されており、発電所の歴史について知ることができる。発電所の上流、北緯28度17分19秒 東経129度23分10秒 / 北緯28.28861度 東経129.38611度の地点に位置する新住用川ダムは、日本最南端かつ最西端のアーチ式コンクリートダムである。

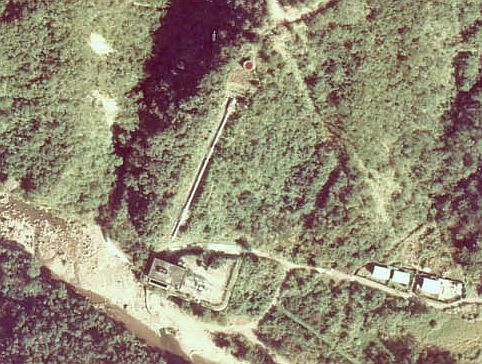
新住用川発電所